# Bombitz Attila
Bombitz Attila (Dorog, 1971. február 13. –) magyar kritikus, irodalomtörténész, műfordító, egyetemi tanár, szerkesztő.

## Életpályája
1990–1995 között a József Attila Tudományegyetem Bölcsészettudományi Karának magyar-német szakos hallgatója volt. 1995–1998 között doktori tanulmányokat folytatott. 1998-tól a József Attila Tudományegyetem Bölcsészettudományi Kar Osztrák Irodalom és Kultúra tanszékén tanít. 1998–1999 között tudományos segédmunkatárs, 1999–2001 között egyetemi tanársegéd, 2002–2007 között egyetemi adjunktus, 2007 óta egyetemi docens. 2003–2008 között a Pázmány Péter Katolikus Egyetem Bölcsészettudományi Karának (Piliscsaba) Germanisztika Intézetének vendégtanára volt.

## Művei
- Mindenkori utolsó világok. Osztrák regénykurzus; Kalligram, Pozsony, 2001
- Magyar irodalmi jelenlét idegen kontextusban; szerk. Bernáth Árpád, Bombitz Attila, közrem. Fenyves Miklós; Grimm, Szeged, 2003
- Miért olvassák a németek a magyarokat? Befogadás és műfordítás; szerk. Bernáth Árpád, Bombitz Attila, közrem. Fenyves Miklós; Grimm, Szeged, 2004
- Posztumusz reneszánsz. Tanulmányok Márai Sándor német nyelvű utóéletéhez; szerk. Bernáth Árpád, Bombitz Attila; Grimm, Szeged, 2005
- Akit ismerünk, akit sohasem láttunk. Magyar prózaszeminárium (2005)
- "Die Wege und die Begegnungen". Festschrift für Károly Csúri zum 60. Geburtstag; szerk. Horváth Géza, Bombitz Attila; Gondolat, Bp., 2006
- "Égtájak célkeresztjén". Tanulmányok Baka István műveiről; szerk. Bombitz Attila; Tiszatáj Alapítvány, Szeged, 2006 (Tiszatáj könyvek)
- Baka István: Publicisztikák, beszélgetések; szöveggond., utószó Bombitz Attila; Tiszatáj Alapítvány, Szeged, 2006 (Tiszatáj könyvek)
- Robert Menasse: Ez volt Ausztria. Összegyűjtött esszék a tulajdonságok nélküli országról; ford. Bombitz Attila; Kalligram, Pozsony, 2008
- "Ihr Worte". Ein Symposium zum Werk von Ingeborg Bachmann; szerk. Bognár Zsuzsa, Bombitz Attila; Praesens–JATEPress, Wien–Szeged, 2008 (Österreich-Studien Szeged)
- Brüchige Welten. Von Doderer bis Kehlmann. Einzelinterpretationen; szerk. Bombitz Attila; Praesens–JATEPress, Wien–Szeged, 2009 (Österreich-Studien Szeged)
- Harmadik félidő. Osztrák-magyar történetek; Pesti Kalligram, Bp., 2011
- Baka István: Összegyűjtött versek; szerk., szöveggond., utószó Bombitz Attila; Kalligram, Bp., 2016
- Ragyogó pusztulás. A kortárs osztrák irodalom antológiája; szerk., vál., előszó Bombitz Attila; Tiszatáj Alapítvány, Szeged, 2016 (Tiszatáj könyvek)

## Díjai, kitüntetései
- DAAD-ösztöndíj (1996)
- Soros-ösztöndíj (1999–2000)
- Franz Werfel kutatói ösztöndíj (2000–2003)
- MTA Bolyai János kutatói ösztöndíj (2002–2005)
- Móricz Zsigmond-ösztöndíj (2005)
- Pro Literatura díj (2006)
- Gragger Róbert-díj (2008)
- Franz Werfel-ösztöndíj (2010)